# Tsukuyomi
Este artigo é sobre um Kami(espirito ou Deus) Xintoísta. Sobre o Anime veja Tsukuyomi -Fase da Lua-. For other uses, see Tsukuyomi (desambiguação).

Arte rara de Tsukuyomi-no-Mikoto

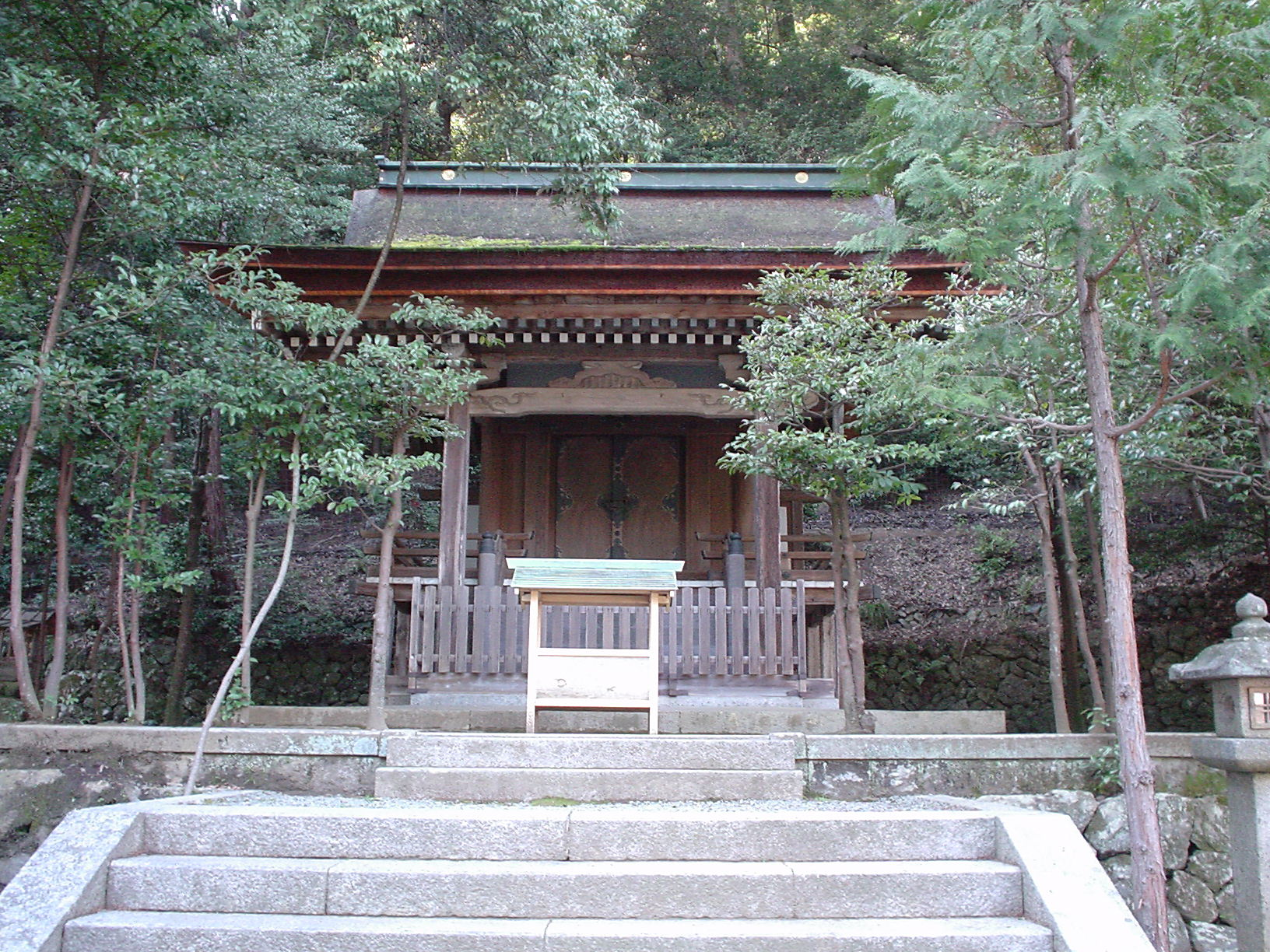
Santuário para Tsukuyomi-no-Mikoto em Matsunoo-taisha em Kyoto

Tsukiyomi (ツクヨミ, 月讀 em japonês) ou Tsukuyomi é o deus da Lua na mitologia japonesa, irmão de Amaterasu e de Susanoo. Tsukiyomi nasceu do olho direito de Izanagi.
Tsukuyomi ou Tsukiyomi (月読の命 ou 月夜見の尊, Tsukuyomi-no-mikoto), também conhecido como Tsukuyomi-no-kami, é o deus da lua no Xintoísmo e na mitologia japonesa. O nome Tsukuyomi é uma combinação das palavras japonesas lua/mês(tsuki) e "ler;contar"(yomu). Outra interpretação de seu nome é a combinação de "Noite iluminada pela Lua" (Tsukiyo) e um verbo significando "Olhando para"(miru). Ainda outra interpretação diz que o kanji para "arco"(弓, yumi) foi corrompido com o kanji para "yomi". "Yomi" Também pode se referir ao mundo subterrâneo, apesar desta interpretação não ser bem aceita.
Tsukuyomi foi a segunda das "Três nobres crianças" nascidas quando Izanagi, o deus que criou a primeira terra, Onogoro-shima, estava se purificando dos pecados enquanto se banhava depois de escapar do mundo subterrâneo e das correntes de sua enrraivecida esposa, Izanami. Tsukuyomi nasceu quando Izanagi o lavou de seu olho direito. De qualquer forma, em uma história alternativa, Tsukuyomi nasceu de um espelho feito de cobre branco na mão direita de Izanagi.
Depois de subir a escada celestial, Tsukuyomi viveu no "paraíso", também conhecido como Takamagahara, com sua irmã Amaterasu, a Deusa do Sol.
Tsukuyomi enfureceu Amaterasu ao assassinar Ukemochi, a deusa dos alimentos. Amaterasu enviou Tsukuyomi para fazer-lhe uma visita. Sabendo disso, a deusa preparou-lhe um banquete. Porém, a forma com que o fez, vomitando arroz cozido, peixe e algas deixou Tsukuyomi tão enojado que ele a matou. Amaterasu, sabendo disso, irritou-se com seu irmão, de forma que negou-se a vê-lo outra vez, mudando-se para outra parte do céu. Por conta disso, dia e noite nunca acontecem juntos. Uma versão posterior conta que Ukemochi foi morta por Susanoo.

## Na cultura popular
- Tsukuyomi é o nome oficial da Lua terrestre no Japão.
- Na série de anime/mangá Naruto, Tsukuyomi é uma técnica pertencente aos usuários do Mangekyou Sharingan, em especial Uchiha Itachi, consiste numa técnica ilusionista, em que o usuário tem total controle sobre o adversário. Já usaram essa técnica Kaguya, Uchiha Obito e Uchiha Madara.
- No jogo Ōkami, para PlayStation 2 e Wii, a espada que o herói Nagi usa para destruir Orochi se chama "Tsukuyomi". Ironicamente, a espada tem o desenho de uma Lua crescente em sua lâmina.
- No jogo God´s Eater, Tsukuyomi aparece representada como um ser com forma humana, fazendo parte dos aragamis divinos.